# Popaganda
Popaganda var en musikfestival som grundades 2002 av Eric Birath och Niklas Jonsson och anordnades av Föreningen Popaganda. Mellan 2002 och 2006 arrangerades festivalen på universitetsområdet i Stockholm. När samarbetet med Stockholms universitets studentkår, som stött festivalen ekonomiskt, upphörde, började föreningen samarbeta med Luger. Från och med 2008 arrangerades festivalen på Eriksdalsbadets utomhusbad på Södermalm. Efter uppehåll 2019–2021 genomfördes vad som skulle komma att bli den sista festivalupplagan år 2022 på nya konsertarenan Fållan på Slakthusområdet i södra Stockholm. År 2023 meddelade föreningen att Popaganda avslutat sin verksamhet.
Festivalen hade ett fokus på popmusik och genom åren har såväl svenska som internationella popakter som Arcade Fire, Belle & Sebastian, The xx, Håkan Hellström, Veronica Maggio och Robyn framträtt.

## Föreningen Popaganda
Föreningen Popaganda är en politiskt och religiöst obunden ideell förening. Föreningen har som ändamål att erbjuda och stimulera ett kvalitativt kulturliv till medlemmar och allmänhet i Stockholm. Föreningen arbetar med en öppen och kontinuerlig verksamhet, vilken främst består i att arrangera kulturevenemang. Föreningen verkar dessutom för en mer jämställd, jämlik och miljömedveten livemusikbransch i Sverige.

## Popagandafestivalen

### Banden 2002
- CDOASS
- Cato Salsa Experience
- Granada
- Mando Diao
- Melody Club
- Timbuktu (artist)
- Doktor Kosmos
- Log
- Pleasure Forever
- Randy
- The Latin Kings
- The Mo
- The Perishers
- 90 Day Men
- David & the Citizens
- KPIST
- Kevlar
- Kristofer Åström & Hidden Truck
- Moder Jords Massiva
- Satirnine
- The Bear Quartet

### Banden 2003
- Alligator Fritz
- Anna Vnuk
- Ayesha
- Blanka
- Buck
- Callahan
- Carpet People
- Daniel Boyacioglu
- Doktor Kosmos
- Ebon Tale
- Fireside
- Florence Valentin
- Franke
- Grand Drive
- Her Majesty
- Howard
- Isolation Years
- José González
- Kaada
- Looptroop Rockers
- Mano & the tears
- Marit Bergman
- Midnight Monkeys
- Miss Universum
- Moder Jords Massiva
- moneybrother
- Perfect Music
- Shout Out Louds
- Superheroes
- The Concretes
- The Crystal Committee
- The Embassy
- Bad Cash Quartet

### Banden 2004
- Bergman Rock
- Captain Murphy
- Eskju Divine
- Fibes, Oh Fibes!
- James Yorkston
- King Creosote
- Pluxus
- The (International) Noise Conspiracy
- The Tough Alliance
- U.N.P.O.C.
- Anna Ternheim
- CDOASS
- David & the Citizens
- Her Majesty
- laakso
- Mattias Alkberg BD
- Monkeystrikes
- Bring Me the Fucking Riot… Man
- Division of Laura Lee
- Hell on Wheels
- Last Days of April
- Marit Bergman
- Mattias Hellberg
- Shout Out Louds
- The Perishers
- The Radio Dept.

### Banden 2005
- Andreas Tilliander
- Convoj
- David Sandström
- Elias & The Wizzkids
- Jenny Wilson
- Jens Lekman
- Mattias Alkberg BD
- The Je Ne Sais Quoi
- The Nomads
- The Tough Alliance
- Aavikko
- Ane Brun
- Art Brut
- Deportees
- Hans Appelqvist
- Isolation Years
- Maria Taylor
- Robyn
- Rough Bunnies
- Silverbullit
- Teitur
- The Broken Family Band
- The Similou
- Ingenting (musikgrupp)
- Britta Persson
- Death From Above
- Figurines
- Firefox AK
- Florence Valentin
- johnossi
- Kristofer Åström
- laakso
- Niccokick
- slagsmålsklubben
- The Plan
- Timo Räisänen

### Banden 2006
2006 års festival ägde rum 25 till 27 maj.
- Hello Saferide
- Henrik Berggren
- David & the Citizens
- Frida Hyvönen
- I'm from Barcelona
- Le Sport
- Mew
- New Young Pony Club
- Peter Bjorn & John
- Shout Out Louds
- Language of Flowers
- The Whitest Boy Alive
- Otur
- Loney Dear
- The Kid
- Tunng
- Mr. Suitcase
- Final Fantasy
- Kalle J
- Flow Flux Clan
- Jenny Wilson
- Pascal
- Regina
- Sophie Rimheden
- Lo-Fi-Fnk
- Emil Jensen
- Justine Electra
- Cat 5
- Nicolas Makelberge
- The Embassy
- The Tiny
- Hets!
- Unarmed Enemies
- Andreas Mattsson
- Elf Power
- C. Aarmé
- Zeigeist
- Josh Ritter
- Strip Squad
- Gray Brigade

### Banden 2007
2007 uteblev festivalen, däremot anordnades Popaganda klubb på Södra Teatern i Stockholm.

### Banden 2008
2008 gick Popaganda av stapeln den 29-30 augusti på Eriksdalsbadet.
Bokade band:
- Sébastien Tellier
- Bonde do Role
- Shout Out Louds
- Joel Alme
- The Hidden Cameras
- Säkert!
- bob hund
- Laakso
- Familjen
- Florence Valentin
- Teddybears STHLM
- The Embassy
- The Radio Dept.
- First Aid Kit
- Palpitation
- Vapnet
- Kelley Polar
- Hercules & Love Affair
- Caesars
- Marching Band

### Banden 2009
Festivalen ägde rum den 28-29 augusti på Eriksdalsbadet. Följande band uppträdde:
- MGMT
- Lykke Li
- Markus Krunegård
- Anna Ternheim
- Jenny Wilson
- Camera Obscura
- Florence Valentin
- [ingenting]
- Miike Snow
- The Teenagers
- Steve Aoki
- Deportees
- El Perro Del Mar
- Johnossi
- SKWBN
- Hajen
- Parken
- Masshysteri
- Name the Pet
- Wildbirds & Peacedrums
- The Teenagers

### Banden 2010
Festivalen ägde rum den 27-28 augusti på Eriksdalsbadet. Följande band uppträdde:
- Belle & Sebastian
- Robyn
- Hot Chip
- Shout Out Louds
- Familjen
- The Magic Numbers
- This Is Head
- Ellie Goulding
- Monarchy
- Jamaica
- Hästpojken
- Hurts
- The Sound of Arrows
- Vit Päls
- Jonathan Johansson
- The Concretes
- First Aid Kit
- Navet

### Banden 2011
Festivalen ägde rum den 26-27 augusti på Eriksdalsbadet. Följande band uppträdde:
- Adventure Of
- Me and my army
- Samling
- Saint Etienne
- Cults
- Henrik Berggren
- Is Tropical
- The Go! Team
- Serenades
- Arcade Fire
- Urban Cone
- Those Dancing Days
- Syket
- Jenny Wilson & Tensta Gospel Choir
- Delorean
- Säkert!
- Junip
- Midlake
- jj
- Lykke Li

### Banden 2012
Festivalen ägde rum den 24-25 augusti på Eriksdalsbadet. Följande band uppträdde.
- Thåström
- Teddybears
- Damien Rice
- Friendly Fires
- Patrick Wolf
- Major Lazer
- iamamiwhoami
- Frida Hyvönen
- Deportees
- Dungen
- Little Dragon
- Icona Pop
- Love Antell
- Urban Cone
- Hooray For Earth
- Saint Lou Lou
- Vulkano
- Amanda Mair
- Korallreven
- Sameblod

### Banden 2013
Festivalen ägde rum 30-31 augusti på Eriksdalsbadet. Följande band uppträdde:
- Håkan Hellström
- Hot Chip
- The xx
- Noah and the Whale
- Jessie Ware
- Totally Enormous Extinct Dinosaurs
- Jens Lekman
- El Perro Del Mar
- Kate Nash
- Ms Mr
- Sibille Attar
- Amason
- Taken By Trees
- Chloë Howl
- Syket
- Beatrice Eli
- Makthaverskan
- Systraskap

### Banden 2014
Festivalen var 29-30 augusti på Eriksdalsbadet i Stockholm. Följande artister uppträdde:
- Veronica Maggio
- Lily Allen
- First Aid Kit
- Icona Pop
- London Grammar
- Kelis
- Yelle
- AlunaGeorge
- Kindness
- Twin Shadow
- The Pains of Being Pure at Heart
- NONONO
- Say Lou Lou
- Hurula
- Zhala
- Vit päls
- Nicole Sabouné
- Little Jinder

### Banden 2015
Festivalen ägde traditionsenligt rum på Eriksdalsbadet i Stockholm den sista helgen i augusti vilket 2015 inföll den 28 och 29 augusti. Efter ett års uppehåll återkom under 2015 konstsim som en del av programmet då Stockholm Konstsim Herr framträdde både fredag och lördag.
Under fredagen spelade:
- Beatrice Eli
- Sabina Ddumba
- Angel Haze (US)
- Tove Styrke
- Robyn & La Bagatelle Magique
- Elliphant
- James Blake (UK)
- Jungle (UK)
- Bob hund

Under lördagen spelade:
- Maja Francis
- Joel Alme
- Urban Cone
- Amason
- Mapei
- Shout Out Louds
- MØ (DK)
- Lorentz
- Laakso
- Seinabo Sey

### Banden 2016
Festivalen ägde rum 26-27 augusti på Eriksdalsbadet i Stockholm.
Följande artister uppträdde:
- FKA Twigs (UK)
- Belle & Sebastian (UK)
- Years & Years (UK)
- Crystal Fighters (ES/UK)
- Susanne Sundfør (NO)
- Deportees
- Markus Krunegård
- Marit Bergman
- Amanda Bergman
- Little Jinder
- [Ingenting]
- Niki & the Dove
- Tiger Lou
- Elias
- Madi Banja (ersatte Shura (UK) som ställde in på grund av sjukdom)
- Frances (UK)
- Frankie Cosmos (US)
- Moon City Boys
- Vasas Flora och Fauna

Festivalens efterfest ägde rum på Nobelberget i Sickla. Följande artister spelade:
- Kleerup
- Jonathan Johansson
- Hanna Järver
- Ana Diaz
- Mount Liberation Unlimited
- Nadia Tehran

### Banden 2017
Festivalen ägde rum 1-2 september på Eriksdalsbadet i Stockholm.
Följande artister uppträdde:
- El Perro del Mar
- Ana Diaz
- The Vaccines (UK)
- Léon
- Two Door Cinema Club (UK)
- Joy
- Säkert!
- Hurula
- Phoenix (FR)
- Janice
- Sabina Ddumba
- Thomas Stenström
- Jonathan Johansson
- Astrid S (NO)
- Skott
- Oskar Linnros
- Alt-J
- The Radio Dept.
- Tove Lo

### Banden 2018
Popaganda 2018 ägde rum 31 augusti - 1 september på Eriksdalsbadet i Stockholm. Följande artister uppträdde:
- Veronica Maggio
- First Aid Kit
- Franz Ferdinand (UK)
- Metronomy (UK)
- Caesars
- Little Dragon
- Tove Styrke
- Slowdive (UK)
- Parcels
- Jenny Wilson
- Bipolar Sunshine (UK)
- Mwuana
- Sarah Klang
- Linnea Henriksson
- Pale Honey
- Jens Lekman
- Pale Waves (UK)
- Lova

### Pausad verksamhet
Arrangörerna bestämde sig för att ta en "tankepaus" ett år 2019 och anordnade därför ingen festival. Avsikten var att återkomma med festival 2020, men på grund av coronapandemin har verksamheten mest nödgats ligga nere sedan 2019 i likhet med det mesta annat.

### Banden 2022
Popaganda 2022 ägde rum 26–27 augusti på Fållan i Stockholm. Följande artister uppträdde:
- Seinabo Sey
- Avantgardet
- Cherrie
- Winhill/Losehill
- Elliphant
- Augustine
- Paula Jivén
- Léon
- Mares
- Esther
- Lova
- Florence Valentin
- Girl Scout
- Junior Brielle
- Jelly Crystal
- Familjen
- River
- Alex Cameron
- Sudan Archives
- Stuzzi
- Braids
- Llojd
- Future Islands
- Roosevelt DJ

## Popaganda på Parkteatern
Sedan 2011 samarrangerar föreningen Popaganda gratisfestivalen Popaganda på Parkteatern, tillsammans med Kulturhuset Stadsteatern. Gratisfestivalen arrangeras i Parkteatern, Stockholm. 

### Banden 2011
- You Say France & I Whistle
- Azure Blue
- Fanny
- Parker Lewis
- Summer Heart
- Urban Cone
- Wild At Heart

### Banden 2012
- Dante
- Hökartorget
- Kim Vestin
- Noonie Bao
- Winhill/Losehill
- YAST

### Banden 2013
- Film Death
- Here is Your Temple
- Last Lynx
- Julia Vero
- Postiljonen

### Banden 2014
- Naomi Pilgrim
- Colleagues
- Hanna Järver
- Llojd
- Min Stora Sorg
- Solen

### Banden 2015
- Vulkano
- Ms. Henrik
- Adna
- Hey Elbow
- Vasas flora och fauna
- Tella Viv

### Banden 2016
- Bromma Disco
- Alva
- Boys
- I Am Karate
- Dolce
- Mavrick

### Banden 2017
- Stilla Havet
- Holy Now
- Julia Adams
- The Hanged Man
- Rhys

### Banden 2018
- Flora Cash
- Ambivalensen
- ViVii
- Linn Koch-Emmery
- Melby

### Banden 2019[4]
- Nadja Evelina
- Kårp
- Prins Daniel
- Stella Explorer
- Julia Clara

## Bilder

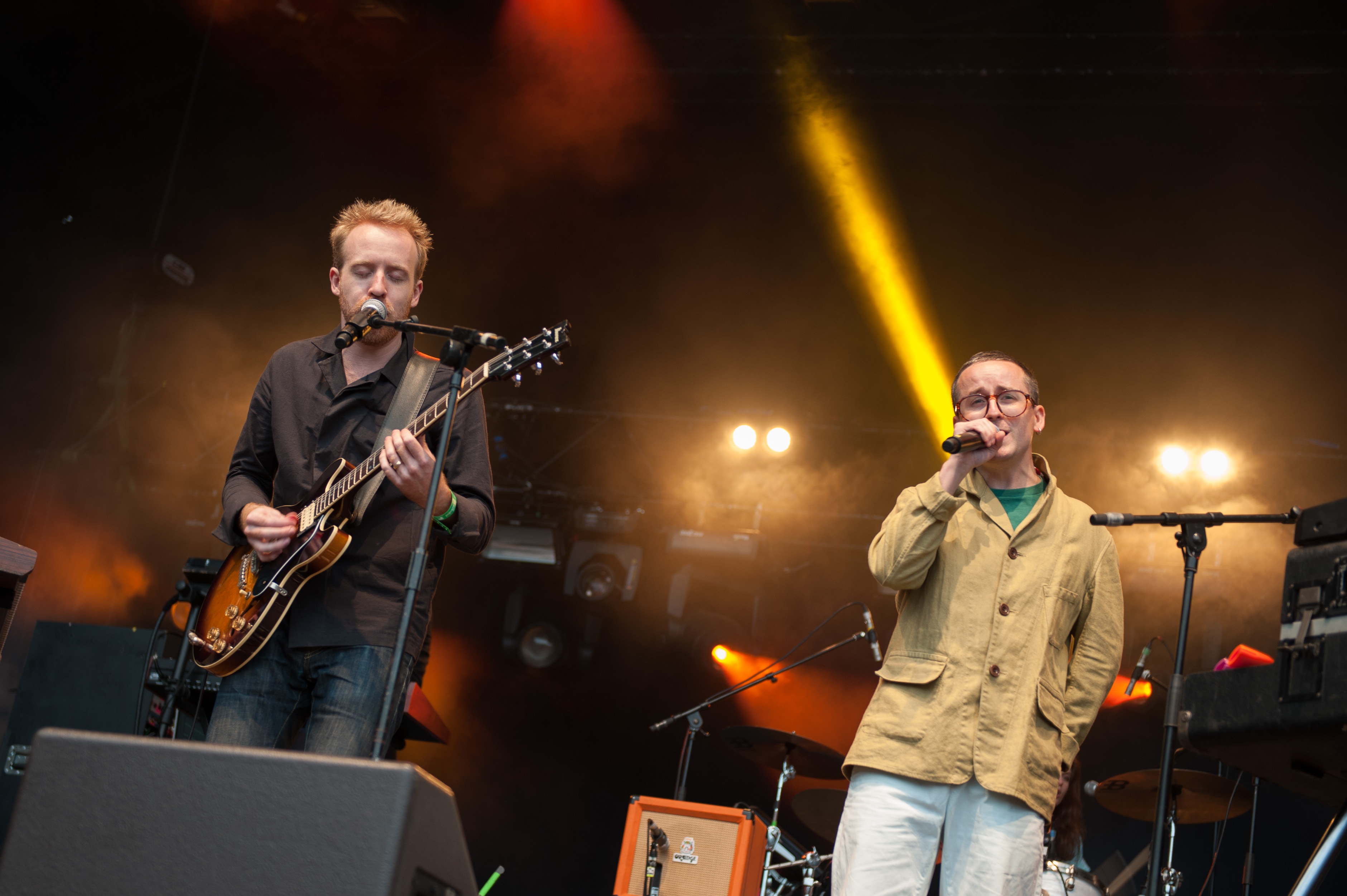
Al Doyle och Alexis Taylor, Hot Chip, 2013.
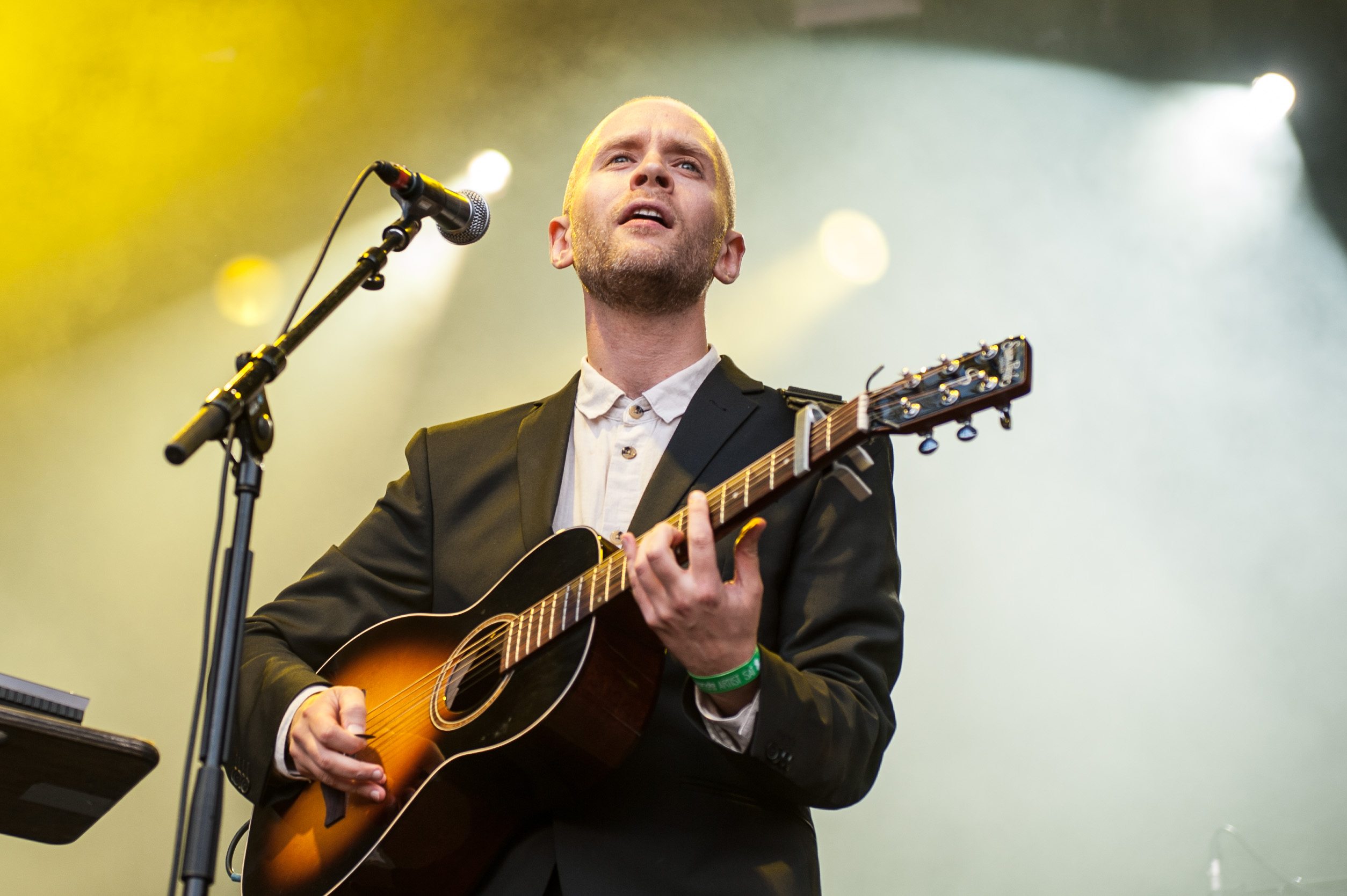
Jens Lekman, 2013.
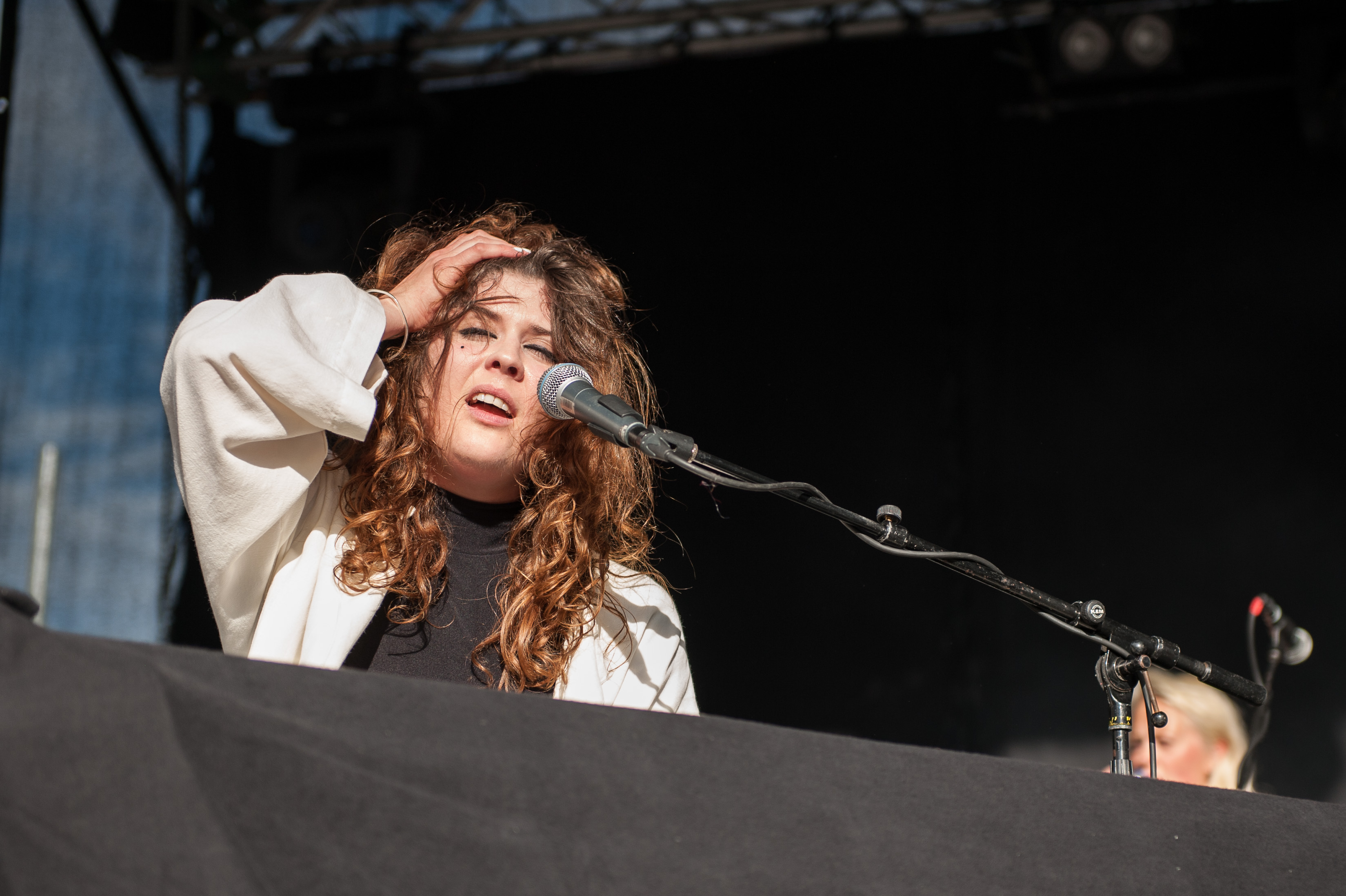
Sibille Attar, 2013.
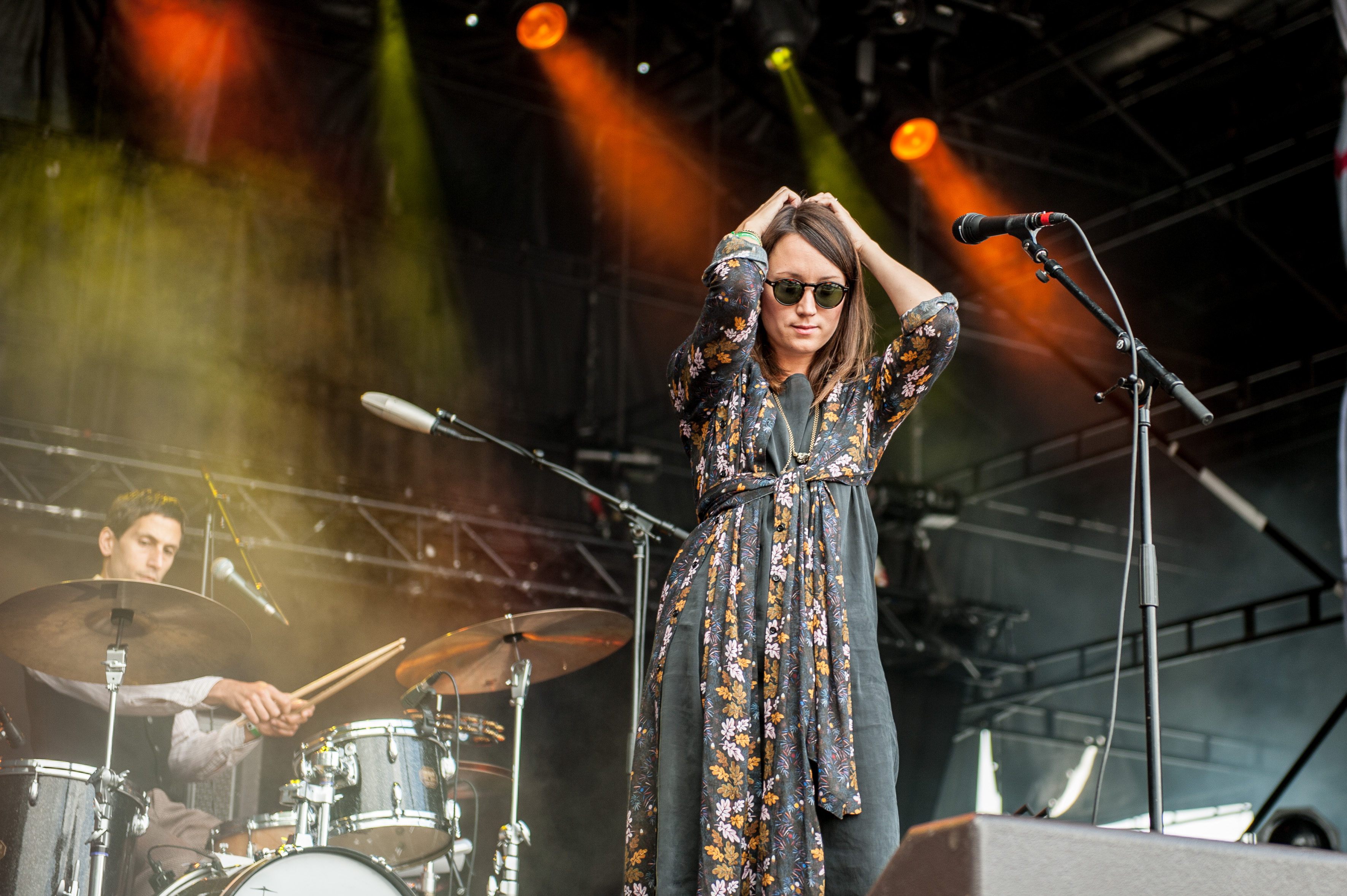
Taken by Trees, 2013.
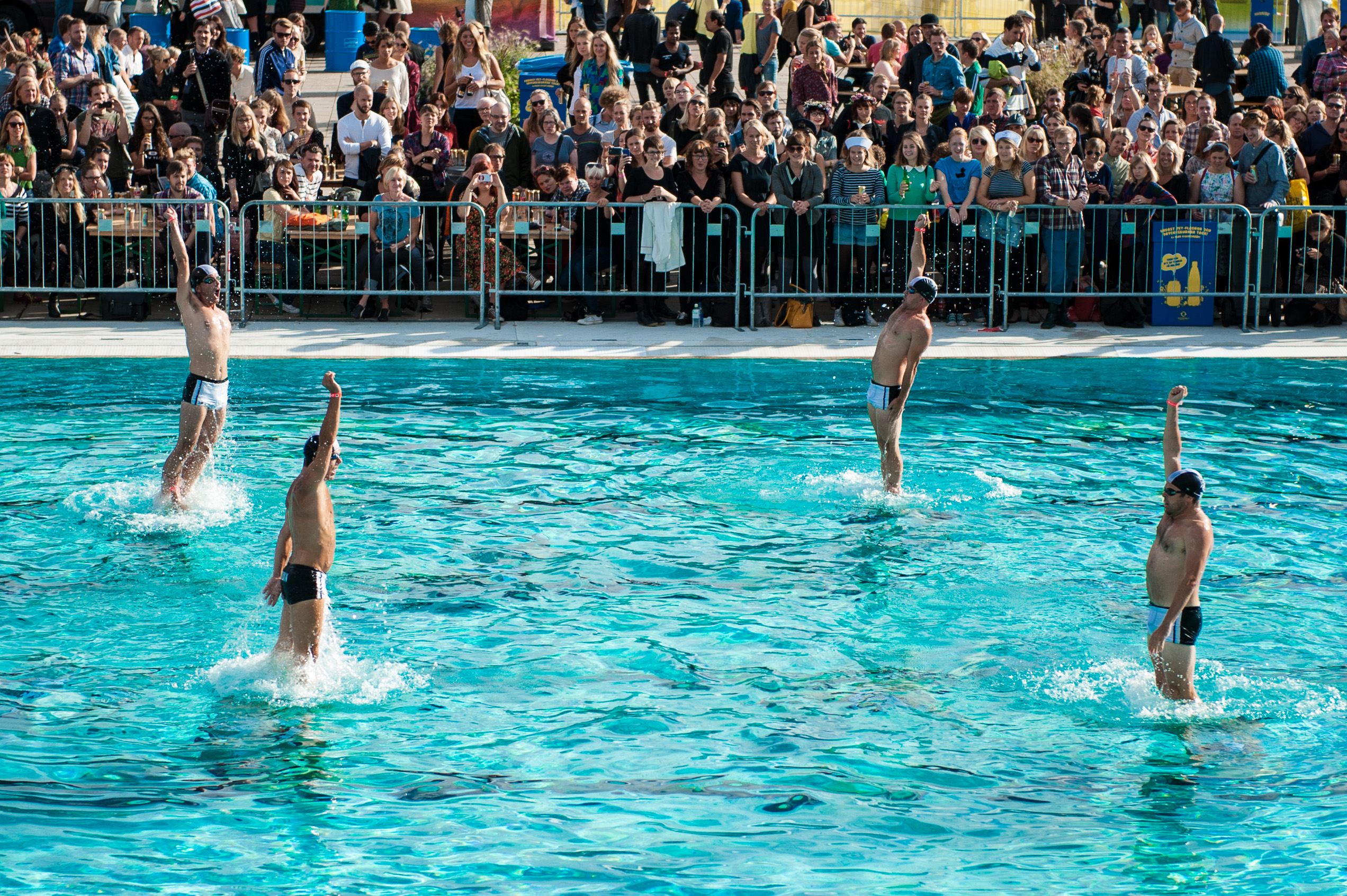
Stockholm Konstsim Herr, 2013.